# Kedgeree

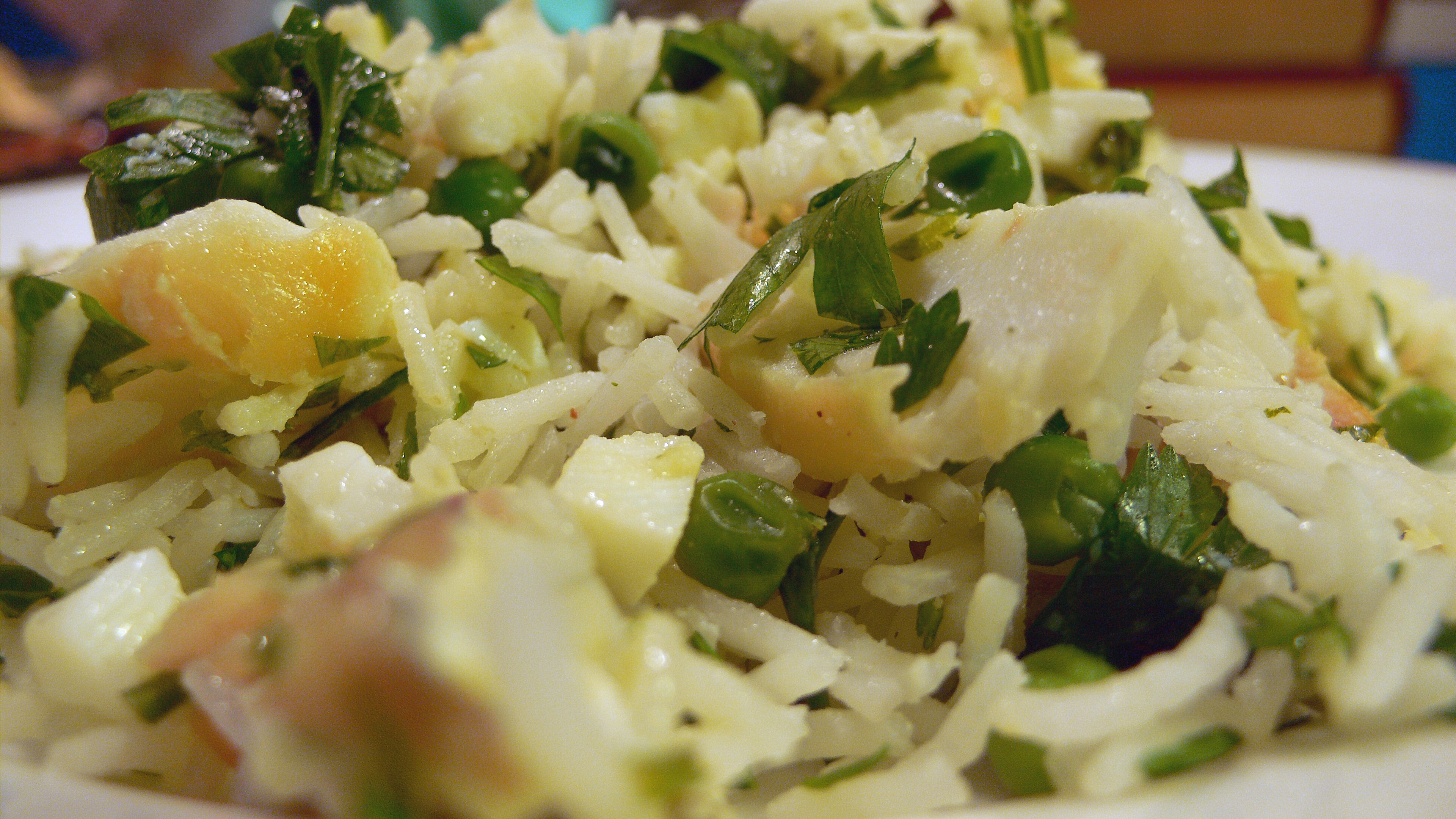
Imagem de um Kedgeree.

O kedgeree é um prato nacional Britânico, com origem no kitchari ou khichdi indiano. Prapara-se pela mistura de peixe defumado (geralmente haddock), arroz, limão, curry (caril), ovos cozidos e salsa fresca. Sua origem remonta os contatos entre militares de origem inglesa e escocesa com as tradições indianas]. Durante a Era Vitoriana, era um prato servido frio, normalmente como café da manhã. Atualmente, admite-se frio ou quente e é marca de alimentação típica do verão, pela sua leveza e pelos toques marcantes e acentuados.